# Страшевский, Иосиф
Иосиф Страшевский (пол. Józef Straszewski; 18 января 1885, Влоцлавек, Варшавская губерния — 12 августа 1942, Дахау, Бавария) — блаженный Римско-католической церкви, священник, мученик. Входит в число 108 блаженных польских мучеников, беатифицированных римским папой Иоанном Павлом II во время его посещения Варшавы 13 июня 1999 года.

## Биография
С 15 марта 1922 был назначен настоятелем прихода святого Станислава во Влоцлавке. 7 ноября 1939 года был арестован гестапо за активную пастырскую деятельность вместе с другими священниками Влоцлавека и интернирован в концентрационный лагерь Дахау, где умер 12 августа 1942 года.

## Прославление
13 июня 1999 года был беатифицирован римским папой Иоанном Павлом II вместе с другими польскими мучениками Второй мировой войны.
День памяти — 12 июня.